# Нецауалкойотъл (град)
Нецауалкойотъл (на испански: Ciudad Netzahualcóyotl и Ciudad Nezahualcóyotl, кратки названия Сиудад Неца и Неца, звуков файл и буквени символи за произношение ) е град в щата Мексико, Мексико. Нецауалкойотъл е с население от 1 104 585 жители (по данни от 2010 г.) и обща площ от 63,44 км². Името на града идва от езика нахуатъл и означава „постещ койот“.